# Црно-бели свет
Црно-бели свет је хрватска драмско-хумористичка ТВ серија, која је назив добила по истоименоме хиту групе „Прљаво казалиште”. Почела се приказивати 2. март 2015. године на ХРТ-у. С приказивањем се завршила тачно шест година касније, 2. марта 2021. године. Редитељ и сценариста серије је Горан Куленовић. Серија прати доживљаје две породице током осамдесетих година 20. века на простору бивше Југославије. Већи дио радње одвија се у Загребу.

## Радња
Ксенија Кипчић, дактилографкиња и жена средњих година, растала се пре десет година од свог мужа Јуре, који се у међувремену оженио Београђанком Јагодом. Ксенија и Јура имају два сина. Старији син Вољен Кипчић, зван Кипо, студент је руског језика и фонетике који ради хонорарно у Студентском листу. У првим епизодама упознајемо га као младог војника у ЈНА. Његов је најбољи пријатељ загребачки Далматинац Германо Куртела, надимка Жунгул. Кипо је заљубљен у Марину, лекторку Студентског листа, која га упорно одбија. Кипов млађи брат Жељко, зван Жац, гимназијалац је који проживљава пубертетску фазу. Јура живи с новом супругом Јагодом и њеном кћери из првог брака, тинејџерком Уном. Она се платонски свиђа Жацу који то скрива од ње. Ситуација се закомпликује када Ксенија објави синовима да се венчала с таксистом Домиником, који се вратио из Швајцарске те има сумњиву прошлост. Доминик је такође брат Ксенијине комшинице Дуње, која се бави апстрактном ликовном уметношћу.

## Преглед серије
| Сезона | Сезона | Епизода | Оригинално емитовање | Оригинално емитовање |
| Сезона | Сезона | Епизода | Премијера сезоне     | Крај сезоне          |
| ------ | ------ | ------- | -------------------- | -------------------- |
|        | 1      | 12      | 2. март 2015.        | 19. март 2015.       |
|        | 2      | 12      | 7. новембар 2016.    | 30. децембар 2016.   |
|        | 3      | 12      | 7. јануар 2019.      | 25. март 2019.       |
|        | 4      | 12      | 14. децембар 2020.   | 2. март 2021.        |

Дана 12. маја 2020. године, потврђено је како је четврта сезона серије у продукцији, а премијерно се почела приказивати 14. децембра 2020. године.

## Глумачка постава

### Главна глумачка постава
| Glumac           | Lik                       |
| ---------------- | ------------------------- |
| Филип Риђички    | Вољен Кипчић "Кипо"       |
| Славко Собин     | Германо Куртела "Жунгул"  |
| Јелена Михољевић | Ксенија Берталан (Кипчић) |
| Карло Малоча     | Желимир Кипчић "Жац"      |
| Фрањо Кухар      | Доминик Берталан          |
| Сретен Мокровић  | Јурај Кипчић "Јура"       |
| Аница Добра      | Јагода Миличевић          |
| Каја Шишмановић  | Уна Миличевић             |
| Сара Станић      | Марина                    |

### Споредна глумачка постава
| Glumac          | Lik            |
| --------------- | -------------- |
| Елизабета Кукић | Дуња Берталан  |
| Отокар Левај    | Деда Руди      |
| Роберт Угрина   | Пајзлек        |
| Ивона Кундерт   | Влатка         |
| Вицко Биланџић  | Бурић          |
| Асим Угљен      | Бркати новинар |
| Филип Детелић   | Дебели новинар |
| Иван Валиџић    | Ненад          |
| Николас Кос     | Лоје           |
| Мартин Кухар    | Дарије Панкер  |
|                 |                |

## Глазба
Уводна шпица серије је попраћена пјесмом „Црно-бијели свијет“ групе Прљаво казалиште, по којој је серија добила име. Ликови из серије Кипо и Марина добили су имена по истоименим песмама загребачког рок састава Азра. У серији се појављују многи музичари из времена новог таласа: Даворин Боговић, Јура Стублић, Дарко Рундек, Давор Гобац, Саша Лошић, Горан Бреговић, Неле Карајлић, Слађана Милошевић, Срђан Гојковић, Сања Долежал те групе Аниматори, ВИС Идоли и Debbie Harry из музичког бенда  Блондие. У серији се појављују и познати музички критичари Дарко Главан и Дражен Врдољак, које глуме глумци. Појављују се многе особе из загребачког јавног живота попут фотографа „Полета”, Мије Весовића - Веса, новинара и главног уредника „Полета”, Пере Квесића. Даворин Боговић, некадашњи фронтмен групе Прљаво казалиште се лично појављује у улози пословође у Творници оловака Zagreb.
Свака епизода серије има назив по једној пјесми из раздобља новог вала.

### Прва сезона
- 1. „Одлазак у ноћ“ – Азра
- 2. „Пут за Катманду“ – Азра
- 3. „Жене и мушкарци“ – Булдожер
- 4. "Тко то тамо пјева" – Азра
- 5. „442 до Београда“ – Бајага
- 6. „Не рачунајте на нас“ – Панкрти
- 7. „Што је то у људском бићу?“ – Прљаво казалиште
- 8. „Трговци срећом“ – Филм
- 9. „Вруће игре“ – Парни ваљак
- 10. „Излог јефтиних слаткиша“ – Булдожер
- 11. „Zagreb је хладан град“ – Филм
- 12. „Вријеме одлуке“ – Азра

### Друга сезона
- 1. „Не питај за мене“ – Патрола
- 2. „Косовска“ – Бијело дугме
- 3. „На западу ништа ново“ – Рибља чорба
- 4, „Зашто су д‌јевојке данас љуте?“ – ВИС Идоли
- 5. „А дан је тако лијепо почео...“ – Параф
- 6. „Град без љубави“ – Азра
- 7. „Контролирани, надзирани, слободни“ – Панкрти
- 8. „Крвариш око поноћи“ – Филм
- 9. „Живот обичног темпа“ – Азра
- 10. „Курвини синови“ – Азра
- 11. „Хеј, хај бригаде“ – пјесма посвећена омладинским радним акцијама, аутори И. Бобинец и Арсен Дедић
- 12. „Људи самоће” – Азра

### Трећа сезона
- 1. „Скривен иза лажних имена“ – Хаустор
- 2. „Све је лако кад си млад” – Прљаво казалиште
- 3. „Радничка класа одлази у рај“ – Хаустор
- 4. „Писма љубавна“ – Прљаво казалиште
- 5. „Љето нам се вратило“ – Аниматори
- 6. „Лијепе жене пролазе кроз град“ – Азра
- 7. „Задњи поглед на Јершалеим“ – Хаустор
- 8. „Дан Републике“ – Забрањено пушење
- 9. „Нове године!“ – У шкрипцу
- 10. „Стање шока“ – Забрањено пушење
- 11. „Немир и страст“ – Азра
- 12. „Корак од сна“ – Прљаво казалиште

### Четврта сезона
- 1. "У побједе нове" – Параф
- 2. "Причај ми о љубави" – Нови фосили
- 3. "Колико имаш година?" – У шкрипцу
- 4. "Тајни тата" – Филм
- 5. "Ђевојчице којима мирише кожа" – Забрањено пушење
- 6. "Тко је згазио госпођу мјесец?" – Видеосекс
- 7.  "Заборави Овај Град" –  Екатарина Велика
- 8. "Капетан Есид" – Електрични оргазам
- 9. "Тко је то" – Хаустор
- 10. ''Bambina'' – Идоли
- 11. ''Sve је propalo'' – Психомодо поп
- 12. "Обрати пажњу на посљедњу ствар" – Азра
- 13. "Носталгична" – ТБФ

## Занимљивости
- Касарна у Самобору је коришћена као предложак за касарну у Нишу, гд‌е Кипо служи војни рок.
- Награда Златни студио 2022.